# Tananger
Tananger este o localitate din comuna Sola, provincia Rogaland, Norvegia, cu o suprafață de 4,2 km² și o populație de 6.152 locuitori (2013).